# 叉四節蜱
叉四節蜱（学名：Tetra similisforca）为節蜱科四節蜱屬下的一个种。